# Љерка Станојевић
Љерка Станојевић је филмска и ТВ монтажерка.
Монтирала је филм Вељка Булајића Влак без возног реда, филм Владимира Погачића Пукотина раја, филм Драгослава Илића Човјек са фотографије, филмове Торија Јанковића и филм и ТВ серију Камионџије.

## Филмографија
| Год.   | Назив                          | Улога            |
| ------ | ------------------------------ | ---------------- |
| 1950-е |                                |                  |
| 1957.  | Наши се путови разилазе        | асистент монтаже |
| 1959.  | Пукотина раја                  | монтажер         |
| 1960-е |                                |                  |
| 1960.  | Девети круг                    | асистент монтаже |
| 1961.  | Каролина Ријечка               | асистент монтаже |
| 1961.  | Узаврели град                  | монтажер         |
| 1962.  | Шеки снима, пази се            | монтажер         |
| 1962.  | Саша                           |                  |
| 1963.  | Човјек са фотографије          |                  |
| 1963.  | Земљаци                        |                  |
| 1963.  | Две ноћи у једном дану         |                  |
| 1967.  | Немирни                        | асистент монтаже |
| 1967.  | Боксери иду у рај              | монтажер         |
| 1968.  | Кад голубови полете            | монтажер         |
| 1969.  | Крвава бајка                   |                  |
| 1970-е |                                |                  |
| 1970.  | Прва љубав                     |                  |
| 1971.  | С ванглом у свет               |                  |
| 1971.  | Дан дужи од године             |                  |
| 1971.  | Звезде су очи ратника          |                  |
| 1972.  | Један ујак Хојан               |                  |
| 1972.  | Камионџије                     |                  |
| 1973.  | Паја и Јаре                    |                  |
| 1976.  | Салаш у малом риту (ТВ серија) |                  |